# Monumente budiste în regiunea Hōryū-ji
„Monumente budiste in regiunea Hōryū-ji” este denumirea unui loc din Patrimoniul Mondial UNESCO, situat în Japonia, care include 48 de clădiri în regiunea templelor budiste Hōryū-ji și Hokki-ji din orașul Ikaruga (prefectura Nara). Acest loc este înregistrat în lista Patrimoniului Mondial UNESCO din anul 1993. Lista cuprinde 21 de clădiri din zona de vest (西院 Sai-in?) a templului Hōryū-ji, 9 clădiri din zona de est (東院 Tō-in?) a templului, 17 temple subordonate (子院 Shi-in?) și construcții auxiliare (locuințele călugărilor, biblioteci et.), precum și pagoda din Hokki-ji. Din cele 48 de clădiri, 28 au fost construite înainte sau pe parcursul secolului VIII: Kondō (sala principală), Gojunotō (pagoda cu cinci nivele), Chūmon (poarțile interioare) și Kairō (galeria acoperită) de la Horyu-ji, precum și Sanjunotō (pagoda cu trei nivele) de la Hokki-ji. Acestea pot fi cele mai vechi clădiri din lemn din lume.

## Lista de monumente
| Denumire                               | Categorie     | Imagine |
| -------------------------------------- | ------------- | ------- |
| Clădirile templului Hōryū-ji (法隆寺?) | Templu budist |         |
| Pagoda templului Hokki-ji (法起寺?)    | Templu budist |         |